# Ройалтон (город, Миннесота)
Ройалтон (англ. Royalton) — город  в округах Моррисон,Бентон, штат Миннесота, США. На площади 4,5 км² (4,5 км² — суша, водоёмов нет), согласно переписи 2002 года, проживают 816 человек. Плотность населения составляет 182,9 чел./км².
- Телефонный код города — 320
- Почтовый индекс — 56373
- FIPS-код города — 27-56176[1]
- GNIS-идентификатор — 0650375[2]